# Pseudopanurgus parvulus
Pseudopanurgus parvulus är en biart som först beskrevs av Heinrich Friese 1917.  Pseudopanurgus parvulus ingår i släktet Pseudopanurgus och familjen grävbin. Inga underarter finns listade i Catalogue of Life.